# ジャパンケネルクラブ
一般社団法人ジャパンケネルクラブ（英語：Japan Kennel Club、略称：JKC）は、東京都千代田区神田須田町にある日本のケネルクラブ（畜犬団体）。日本国内におけるイヌの品種の認定および犬種標準（スタンダード）の指定、ドッグショーの開催、イヌの飼育の指導、血統書の発行、公認トリマー、公認ハンドラー、公認訓練士などの公認資格試験の実施と公認資格発行などを行っている。

## 歴史
- 1949年（昭和24年） 東京都畜犬商業組合組合長の坂本保を理事長として、全日本警備犬協会として農林水産大臣の認可を受けて設立される
- 1952年（昭和27年） 社団法人 ジャパンケンネルクラブ（JKC）の名称採用
- 1979年（昭和54年） 国際畜犬連盟（FCI）へ正式加盟
- 1999年（平成11年） 社団法人 ジャパンケネルクラブに改称
- 2013年（平成25年） 一般社団法人 ジャパンケネルクラブに移行